# Anadara fultoni
Anadara fultoni is een tweekleppigensoort uit de familie van de Arcidae. De wetenschappelijke naam van de soort is voor het eerst geldig gepubliceerd in 1907 door G.B. Sowerby III.